# Santi Apostoli, Venedig
Chiesa dei Santi Apostoli är en kyrka i stadsdelen Cannaregio i Venedig. 
Kyrkan har i det yttre ingen större arkitektonisk betydelse eftersom ett stort antal restaurationer har förändrat och förenklat fasaderna, Invändigt är kyrkans delar från 1500-talet bevarade och även vissa delar från 1400-talet. I kyrkan begravdes Caterina Cornaro, den sista drottningen av Cypern, 1510, men flyttades 1584 till kyrkan San Salvador. Giambattista Tiepolos målning La comunione di Santa Lucia finns här.

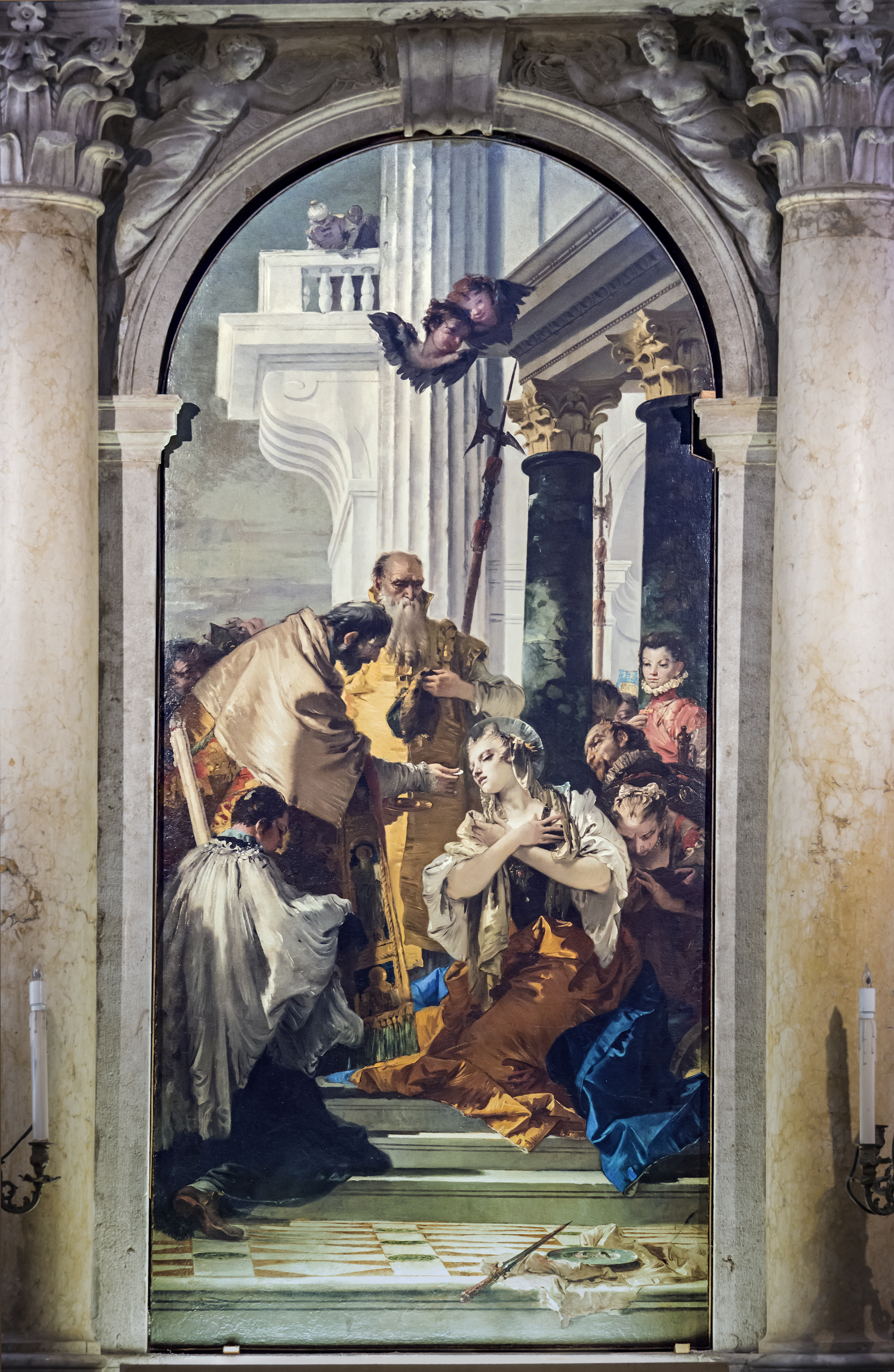
Giambattista Tiepolos målning La comunione di Santa Lucia